# Liste der Stolpersteine in Hamburg-Billbrook
Die Liste der Stolpersteine in Hamburg-Billbrook enthält alle Stolpersteine, die im Rahmen des gleichnamigen Kunst-Projekts von Gunter Demnig in Hamburg-Billbrook verlegt wurden. Mit ihnen soll Opfern des Nationalsozialismus gedacht werden, die in Hamburg-Billbrook lebten und wirkten.
Diese Seite ist Teil der Liste der Stolpersteine in Hamburg, da diese mit insgesamt 7139 (Stand: März 2025) Steinen zu groß würde und deshalb je Stadtteil, in dem Steine verlegt wurden, eine eigene Seite angelegt wurde.
| Adresse              | Person(en)       | Inschrift | Bilder | Anmerkung                                                                                          |
| -------------------- | ---------------- | --- | ------ | -------------------------------------------------------------------------------------------------- |
| Billbrookdeich 152 · | Ljuba Androssowa | Hier arbeitete Ljuba Androssowa Jg. 1913 Russland Zwangsarbeit 1943 eingewiesen 22.6.1943 Heilanstalt Langenhorn 'verlegt' 19.8.1943 Heilanstalt Meseritz-Obrawalde ermordet 25.11.1943 |        | Eintrag auf stolpersteine-hamburg.de                                                               |
| Billbrookdeich 152 · | Clara Tuch       | Hier wohnte und arbeitete Clara Tuch geb. Levie Jg. 1875 deportiert 1942 Theresienstadt Treblinka ermordet                                                                              |        | Eintrag auf stolpersteine-hamburg.de Ein weiterer Stolperstein befindet sich in Hamburg-Volksdorf. |
| Billbrookdeich 152 · | Theodor Tuch     | Hier wohnte und arbeitete Dr. Theodor Tuch Jg. 1865 deportiert 1942 Theresienstadt Treblinka ermordet                                                                                   |        | Eintrag auf stolpersteine-hamburg.de Ein weiterer Stolperstein befindet sich in Hamburg-Volksdorf. |